# 비피도
비피도(Bifido)는 대한민국의 건강기능식품 기업이다.

## 논란

### 직원 횡령 사건
2024년 회사의 자금업무 담당 직원이 자기자본의 15.6%에 달하는 81억원을 횡령한 사건이 발생하여 주식매매 거래가 정지되었다

## 인수
2021년 7월 21일 아미코젠이 지근억 외 7인의 지분 30%를 인수하였다.
2024년 8월 30일 환인제약이 아미코젠의 지분 30%를 인수하였다.